# Wannsee
Pronunciação
Wannsee é parte de um conjunto de canais que se comunicam com as cidades, o Grande Wannsee ou Großer Wannsee e o Pequeno Wannsee ou Kleiner Wannsee, no município de Berlim, Alemanha,
À beira deste canal encontra-se a Villa Marlier, conhecida por ter sido o local onde se reuniu a liderança nazista em 1942 na chamada conferência de Wannsee, em que foi decidida a exterminação do povo judeu. Essas águas eram controladas pelos comunistas até à queda do muro de Berlim.
Wannsee é também o nome do bairro em Berlim em qual se encontra o lago Wannsee.